# Michael McGovern
Michael McGovern, né le 12 juillet 1984 à Enniskillen, est un footballeur international nord-irlandais. Il évolue au poste de gardien de but au Livingston FC en prêt de Heart of Midlothian.

## Biographie

### En club
De 2001 à 2008, il est gardien remplaçant au Celtic Glasgow. Il ne disputera pas un seul match avec le groupe professionnel.
N'ayant pu s'imposer à Glasgow, il quitte le club, et évolue alors dans des équipes de deuxième division comme Ross County ou Falkirk.
En 2014, il est transféré à Hamilton Academical, équipe de première division, où il obtient immédiatement le poste de titulaire. Il dispute l'intégralité des 38 matchs de championnat lors de sa 1re saison à Hamilton.
Le 8 juillet 2016, il rejoint Norwich City.
A l'issue de la saison 2022-23, en finissant son contrat, il quitte Norwich City.
Le 19 janvier 2024 il est prêté à Livingston FC.

### En équipe nationale
Il reçoit sa première sélection en équipe d'Irlande du Nord le 30 mai 2010 en amical contre le Chili.

## Palmarès

### En club
- Norwich City
  - Champion d'Angleterre de deuxième division en 2021.

### Distinctions personnelles
- Membre de l'équipe-type de Scottish Championship (deuxième division) lors des saisons 2011-2012 et 2013-2014